# Transparência (álbum)
Transparência é o sétimo álbum de estúdio da cantora Elaine de Jesus, lançado dia 24 de novembro de 2008.
Foi produzido por Melk Carvalhêdo e Rogério Vieira, seguindo a proposta de seu álbum anterior, Sala do Trono, de 2006, ao mesclar o gênero pentecostal com o pop.
Foi premiado com Disco de Ouro após vender mais de 50 mil cópias, graças ao sucesso de faixas como "Dono do Milagre", "Cristão", "Jesus Voltará" e "Adoração à Trindade".
O título é oriundo de uma música de mesmo nome escrita por Anderson Freire, compositor de sete canções na obra. A música ficou de fora do repertório após o corte final, mas, apesar disso, a cantora decidiu manter o título no CD.
É seu último álbum inédito a ser lançado pela gravadora Cristo Vencedor, presidida pela própria, após assinar contrato com o selo gospel da Sony Music Brasil. 

## Faixas
1. Dono do Milagre (Anderson Freire)
2. Cristão (Anderson Freire)
3. Em Tua Presença (Anderson Freire)
4. Adoração à Trindade (Elizeu Gomes)
5. Jesus Voltará (Moisés Cleyton)
6. O Espírito e a Noiva (Moisés Cleyton)
7. Toca Em Mim (Anderson Freire)
8. Eu Subirei (Anderson Freire)
9. Promessas (Jared G. Anderson - Versão: Elaine de Jesus e Sandra Scaff)
10. Jeová (Anderson Freire)
11. Deus das Gerações (Anderson Freire)
12. Em Jerusalém (Moisés Cleyton)
13. Tocar Teu Coração (Moisés Cleyton)